# 尚丁诺尔
尚丁诺尔是位于中国内蒙古自治区呼伦贝尔市新巴尔虎右旗阿敦础鲁苏木东南的一个湖泊。其位置约在东经116°19′，北纬48°30′。湖面海拔576米，面积达1平方公里。该湖的主要沉积物为芒硝和石盐。尚丁诺尔在蒙古语中的意思是潮湿的湖。